# Pralka do prania zwierząt

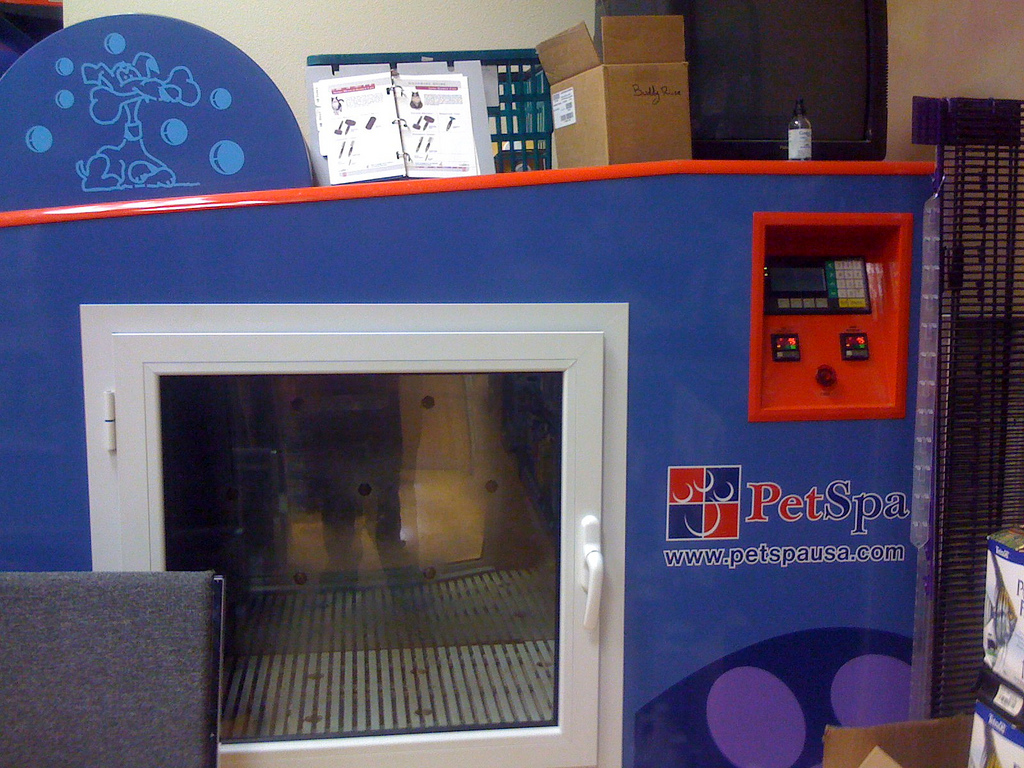
Automatyczna pralka do prania zwierząt

Pralka do prania zwierząt – urządzenie mechaniczne służące do automatycznego czyszczenia psów lub kotów.
Pralka przypomina automatyczną myjnię samochodową. Obsługa urządzenia niewiele się różni od obsługi pralki automatycznej do ubrań. Do środka wkłada się zwierzę (najczęściej psa lub kota), zamyka się duże, szklane drzwi, przez które zwierzę podczas prania może spoglądać na właściciela. Następnie wybiera się odpowiedni program i naciska "Start". Kąpiel trwa około 30 minut. Cały cykl prania zawiera nałożenie szamponu, hydromasaż, płukanie, szczotkowanie i suszenie ciepłym powietrzem. Temperatura wody i powietrza są sterowane elektronicznie. Maszyna dozuje specjalny szampon, który działa łagodnie i nie powoduje podrażnień.
Samoobsługowa pralka do prania, działająca po wrzuceniu monet została ustawiona w USA w sklepie z wyposażeniem dla domowych zwierzaków, do dyspozycji klientów. Usługę prania zwierząt oferują także japońskie gabinety kosmetyczne dla zwierząt domowych. 
W 2002 roku Hiszpan Eduardo Segura za opracowanie pralki do prania zwierząt otrzymał Antynobla w kategorii "Higiena".